# 珍妮·阿姆斯登
珍妮·阿姆斯登（Janet Amsden）是一位英国女演员。她曾参与了《东区人》里的“玛格丽特·威尔逊”以及《家庭事务》里“玛丽·泰勒”等角色的扮演。她同时也是一名戏剧教师，雷·费伦曾是她的一名学生。

## 电影列表
- 《东区人》 - 玛格丽特·威尔逊 (2005年-2006年)
- 《家庭事务》 - 玛丽·泰勒 (2004年)
- 《光天化日下的抢劫》 - 诊所医生 (1999年)
- 《混乱之王》 - 检察官 (1998年)
- 《挡不住的激情》 - 布雷克夫人 (1989年)
- 《野丫头》 - 女房东 (1980年)